# Az értelemtükrözés elve
Az értelemtükrözés elve a magyar helyesírás egy fontos elve (l. AkH.11 2. d)), bár nem számítják a négy alapelv közé. Az értelemtükrözés elve szerint helyesírás a leírt formával igyekszik a szavak jelentését és a szóelemek viszonyát minél pontosabban jelölni. A cikk további része az értelemtükrözés elvét követő példákat sorol fel.

## Példái

### A hangjelölés terén
iuisfdgskjh,dfgffgfgfgfgfgfgfgfgfgfgfgfgfgfgfgfgfgfgfgfgfgfgfgfgfgfgfgfgfgfgfgfgfgfgfgfgfgfgfgfgfgfgfgfgfgfgfgfgfgfgfgfgfgfgfgfgfgfgfgfgfgfgfgfgfgfgfgfgfgfgfgfgfgfgfgfgfgfgfgfgfgfgfgfgfgfgfgfgfgfgfgfgfgfgfgfgfgfgfgfgfgfgfgfgfgfgffxb
Olyankor is feltüntetjük a szó elemeit, amikor nem vagy nem úgy hangzanak, például [haggya] leírva hagyja. Ha azonban az elemek már nem vezethetők le fonetikailag, akkor ezt felülbírálja a kiejtés szerinti írásmód, például [higgye] leírva higgye, nem „hiszje”.

### A kezdőbetűk terén
A nagybetű megkülönbözteti a közneveket a tulajdonnevektől, például kovács és Kovács.

### Az elválasztás terén
Az elválasztás is tükrözi a szó jelentését. Példák:
- gép-elem (’gépnek az eleme’), de gé-pe-lem (’gépbe írom’),
- leg-e-lő-re (’a sor elejére’), de le-ge-lő-re (’mezőre’),
- kar-ó-ra (’karon viselt óra’) , de ka-ró-ra (’rúdra’).

### Az egybe- és különírás terén
A szókapcsolatokat és az összetételeket rendszerint megkülönböztetjük egymástól különírással, illetve egybeírással, például három szög és háromszög (AkH.11 95.). Ha két szó kapcsolata új jelentésre tesz szert, azt egybeírással jelöljük: gyors vonat ’sebesen közlekedő vonat’ és gyorsvonat ’vonatfajta’ (AkH.11 107. b), 112., 117. b), 123. b), 125. b), 128. b), 129.).
Másként jelölünk egy helyet, ha városrészként hivatkozunk rá, például Margitsziget (AkH.11 175. b)), és másként, ha földrajzi értelemben, például Margit-sziget (AkH.11 176. b)).
- homoki malom: a Homok helységben található, másképpen nevezett vagy név nélküli malom
- Homoki malom: ha a szóban forgó malomnak intézménynévszerűen használt neve van (vö. Keleti pályaudvar, Ferihegyi repülőtér, AkH.11 190.)
- Homoki Malom csárda: ha egy intézményszerű létesítményt, például csárdát jelölő földrajzi megjelölés előtagjává lesz (vö. Víg Kalmár étterem, AkH.11 190.)
- (a) homoki Malom csárda: így is jelölhetjük a Homok helységben működő Malom csárdát (AkH.11 190.)
- Homoki-malom: amennyiben a malom egy Homoki családnevű személy tulajdona (vö. Kossuth-szobor, Batthyány-örömécses, AkH.11 140. b), 168.)
- Homokimalom: ha a szerkezet helységrésznévként funkcionál egy településen belül (AkH.11 175. b))

(OH. 188–189. o., némileg rövidítve)
További példák:
- művésztanár: ’művészeket oktató tanár’ (AkH.11 129.)
- művész-tanár: ’művészi és tanári foglalkozást egyaránt űző személy’ (AkH.11 101. a))
- művész tanár: ’művészkedő tanár’ (AkH.11 114. a))

(OH. 1092. o.)
- Kodály vonósnégyes: Kodály nevű, Kodályról elnevezett vonósnégyes (AkH.11 167.)
- Tátrai-vonósnégyes: Tátrai Vilmosnak a vonósnégyese, az őáltala alapított/vezetett vonósnégyes (AkH.11 168.)

(OH. 170. o.)